# Insalata greca
L'insalata greca (in greco χωριάτικη σαλάτα? /xorˈjatiki saˈlata/, "insalata contadina", o θερινή σαλάτα /θeriˈni saˈlata/, "insalata estiva") è un'insalata tipica della cucina greca.

## Descrizione
Questo tipo di insalata si contraddistingue principalmente per la presenza della feta, un formaggio caprino tipico greco, che viene aggiunto a dadini o a fette. Gli ingredienti principali sono pomodoro, cetriolo affettato, cipolla, feta, olive (tipicamente oliva Kalamata), sale, origano, olio d'oliva. Ne esistono numerose varianti, ad esempio nelle isole greche vengono spesso aggiunti i capperi sottaceto e le loro foglie, mentre nella Grecia settentrionale è comune l'aggiunta di peperoni.
La lattuga non è un ingrediente essenziale dell'insalata greca ma quando questo piatto è preparato all'estero è solitamente aggiunta.

## Fuori dalla Grecia
Al di fuori della Grecia, l'"insalata greca" può essere un'insalata di lattuga con ingredienti di origine greca, anche se il piatto originale è caratterizzato dall'assenza di foglie di lattuga. Una versione senza foglie di lattuga può essere chiamata choriatiki, "insalata contadina" o "insalata del villaggio".
Tuttavia, nella maggior parte dei paesi europei, compreso il Regno Unito, il piatto assomiglia generalmente all'originale, anche se spesso con sostituti non greci, come ad esempio un formaggio diverso, dato che il formaggio feta è a denominazione d'origine protetta.
Gli elementi più comuni di un'insalata greca all'americana sono le foglie di lattuga, i pomodori, la feta (spesso servita a cubetti mescolata con le verdure) e le olive, ma sono comuni anche i cetrioli, i peperoncini, i peperoni, le cipolle, i ravanelli, i dolmades e le acciughe/sardine.
Diverse altre insalate sono state chiamate "greche" in inglese nel secolo scorso, comprese alcune che non hanno alcun legame evidente con la cucina greca.

## Insalata grika
Nella Grecia salentina si è sviluppata una variante dell'insalata greca che prende il nome di insalata grika a base di meloncella, cipolla rossa e pomodorini. L'insalata grika è un PAT della Puglia.